# Meridiano 19 W
O meridiano 19 W é um meridiano que, partindo do Polo Norte, atravessa o Oceano Ártico, Gronelândia, Islândia, Oceano Atlântico, Oceano Antártico, Antártida e chega ao Polo Sul. Forma um círculo máximo com o Meridiano 161 E.
Começando no Polo Norte, o meridiano 19º Oeste tem os seguintes cruzamentos:
| País, território ou mar | Notas                                                                                        |
| ----------------------- | -------------------------------------------------------------------------------------------- |
| Oceano Ártico           |                                                                                              |
| Gronelândia             | Passa na ilha principal e algumas ilhas (ilha Prinsesse Thyra, Store Koldewey, ilha Shannon) |
| Oceano Ártico           | Mar da Gronelândia                                                                           |
| Islândia                |                                                                                              |
| Oceano Atlântico        | Passa a oeste das Ilhas Canárias, Espanha                                                    |
| Oceano Antártico        |                                                                                              |
| Antártida               | Terra da Rainha Maud, reclamada pela Noruega                                                 |